# Sneaker (band)
Sneaker was een Amerikaanse rockband, die actief was in de periode 1973-1982. Hun meest bekende hit wereldwijd was "More Than Just the Two of Us", van hun eerste album "Sneaker" uit 1981. Een andere kleine mondiale hit was "Don't Let Me In", een lied geschreven door Donald Fagen en Walter Becker van Steely Dan.
De bandleden waren Mitch Crane (zang en gitaar), Michael Carey Schneider (zang en toetsen), Michael Cottage (basgitaar), Tim Torrance (gitaar), Mike Hughes (drum) en Jim King (toetsen, synthesizers en vibrafoon). De groepnaam "Sneaker" is afkomstig van het Steely Dan nummer "Bad Sneakers" van het album "Katy Lied". Dit feit werd bevestigd door zanger Michael Carey Schneider. De bandleden zijn vooral geïnspireerd geweest door het reeds eerder genoemde Steely Dan en verder ook nog door The Eagles en The Doobie Brothers. Sneaker heeft 2 albums uitgebracht op het Handshake Records label, "Sneaker" in 1981 en "Loose In The World" in 1982, beide geproduceerd door Jeff "Skunk" Baxter.
In 2001 bracht het Japanse label Cool Sound Records een collectie van vroege nummers van Sneaker uit, genaamd "Early On". Tevens bracht dit label in 2003 een live-opname uit, genaamd "Footprints" dat in 1982 gedeeltelijk is opgenomen in zowel Osaka als Tokio.